# Liste der Monuments historiques in Chenou
Die Liste der Monuments historiques in Chenou führt die Monuments historiques in der französischen Gemeinde Chenou auf.

## Liste der Bauwerke
| Bezeichnung                  | Beschreibung | Standort | Kennzeichnung | Schutzstatus | Datum | Bild           |
| ---------------------------- | ------------ | -------- | ------------- | ------------ | ----- | -------------- |
| Kirche St-Sulpice-St-Antoine |              | (Lage)   | PA00086890    | Inscrit      | 1926  | weitere Bilder |

## Liste der Objekte

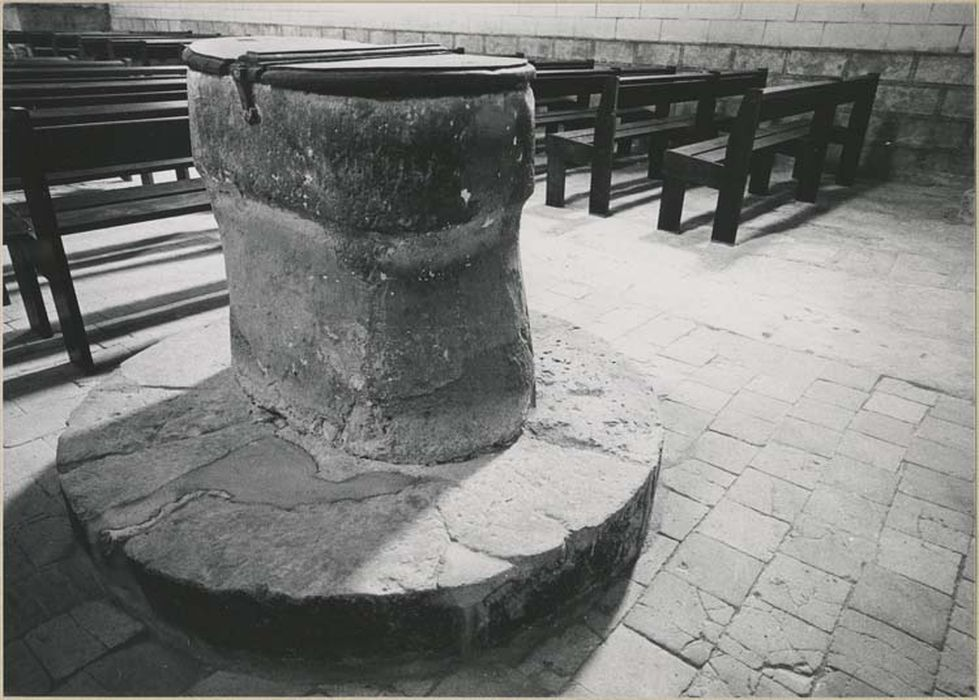
Taufbecken aus dem 16. Jahrhundert in der Kirche St-Sulpice-St-Antoine

- Monuments historiques (Objekte) in Chenou in der Base Palissy des französischen Kultusministeriums